# ジュノー (CL-52)
ジュノー (USS Juneau, CL-52) は、アメリカ海軍の巡洋艦。アトランタ級軽巡洋艦の2番艦。艦名は当時準州の扱いであったアラスカ州の都市ジュノーに因む。1942年2月に就役。訓練や哨戒活動を経て、同年9月よりガダルカナル島攻防戦に参加、10月下旬の南太平洋海戦では空母「ホーネット」を護衛する。11月12日深夜から13日未明の第三次ソロモン海戦（第一夜戦）で損傷し、戦場離脱中に潜水艦「伊26」の魚雷攻撃により轟沈した。生存者は10名にすぎず、戦死者の中にはサリヴァン兄弟も含まれていた。

## 艦歴
アトランタ級軽巡の1938年度計画艦のうち、1番艦（アトランタ）と2番艦（ジュノー）はニュージャージー州カーニーのフェデラル・シップビルディング・アンド・ドライドック社で建造された。「ジュノー」は1940年5月27日に起工。1941年10月25日に進水し、ジュノー市長夫人、ハリー・I・ルーカスによって命名される。艦長ライマン・K・スウェンドン大佐の指揮下、1942年2月14日に就役した。慣熟航海後、5月はじめからフランス・ヴィシー政権の海軍艦隊の逃走阻止のためカリブ海マルティニーク、グアドループ沖で海上封鎖に当たった。7月1日から8月12日までは北大西洋とカリブ海で哨戒や護衛任務に従事していたが、8月22日、太平洋へ向けて出発した。

### 太平洋戦線
トンガおよびニューカレドニアに短期間滞在したあと、9月10日に空母「ワスプ (USS Wasp, CV-7) 」を中心とする第18任務部隊（指揮官レイ・ノイズ少将）と合流した。第18任務部隊はガダルカナル島のヘンダーソン飛行場基地に戦闘機を輸送する任務についた。
9月14日、空母「ホーネット (USS Hornet, CV-8) 」を含む第17任務部隊（指揮官ジョージ・D・マレー少将）と合流する。ガダルカナル島にむかうアメリカ軍輸送船団の間接護衛任務に従事するが、アメリカ軍機動部隊が展開するサンタクルーズ諸島とサン・クリストバル島の海域には日本軍潜水艦多数が配置されていた。連合軍側は、この海域を「魚雷交差点（トピード・ジャンクション）」と呼んでいた。
このような状況下、ヘンダーソン飛行場基地に対して日本陸軍の川口清健陸軍少将が指揮する川口支隊が総攻撃を敢行しようとしており（Battle of Edson's Ridge）、日本陸軍支援のため第二艦隊（近藤部隊）と第三艦隊（南雲機動部隊）がソロモン諸島北方に進出してきたのである。
9月15日14時50分ごろ、第18任務部隊の旗艦「ワスプ」と、第17任務部隊で「ホーネット」を護衛していた戦艦「ノースカロライナ (USS North Carolina, BB-55) 」と駆逐艦「オブライエン (USS O'Brien, DD-415) 」に、潜水艦「伊19」（艦長・木梨鷹一少佐）の発射した魚雷が命中した。
酸素魚雷複数が命中した「ワスプ」は大火災となり、手のつけようがなくなる。ノーマン・スコット少将が旗艦「サンフランシスコ (USS San Francisco, CA-38) 」より臨時に指揮をとる。僚艦「ソルトレイクシティ (USS Salt Lake City, CA-25) 」で曳航を試みたが果たせず、「ワスプ」は駆逐艦「ランズダウン (USS Lansdowne, DD-486) 」の魚雷で処分された。軽巡「ヘレナ (USS Helena, CL-50) 」および随伴駆逐艦は約1,900名の生存者を救助した。
残存部隊に戦艦「ワシントン」部隊（第12任務部隊第2群）が合流し、9月23日には別働隊（ソルトレイクシティ、ヘレナ、アトランタ、駆逐艦3隻）も合流した。
「ジュノー」など一部の艦艇はニューヘブリディーズ諸島のエスピリトゥサント島にワスプ生存者を送り届けたあと、第17任務部隊に再合流して船団護衛任務に戻った。
なお『戦史叢書62　中部太平洋方面海軍作戦（2）』など一部二次資料で、重巡「ポートランド (USS Portland, CA-33) 」と軽巡「ジュノー」がタラワを艦砲射撃したり、付近の艦艇を攻撃したという記述がある。

### 南太平洋海戦
10月26日に行われた南太平洋海戦（連合軍呼称：サンタ・クルーズ諸島海戦）は、「ジュノー」が経験した最初の大規模な戦闘となった。この海戦の直前、南太平洋部隊司令官はゴームレー中将からウィリアム・ハルゼー中将に交代し、ハルゼーは「攻撃せよ、繰り返し攻撃せよ！」と命じた。10月24日、トーマス・C・キンケイド少将が指揮する第16任務部隊が最前線に進出してきた。第17任務部隊（ホーネット基幹、マレー少将）と、第16任務部隊（エンタープライズ基幹、キンケイド少将）により、第61任務部隊が再編成される。第61任務部隊はサンタクルーズ諸島の北方に、第64任務部隊（ウィリス・A・リー少将、戦艦ワシントン部隊）はレンネル島方面に配置される。日本陸軍第17軍のガ島第二次総攻撃を支援するためソロモン諸島北方海域で行動中の日本艦隊支援部隊（第二艦隊、第三艦隊）に備えた。
10月26日朝、第61任務部隊から発進したSBD（索敵爆撃隊）は、第一航空戦隊（翔鶴、瑞鶴、瑞鳳）を基幹とする南雲機動部隊を発見し、米軍攻撃隊の一連の攻撃で、空母2隻（翔鶴、瑞鳳）、重巡「筑摩」と駆逐艦「照月」が損傷した。
しかし、アメリカ軍攻撃隊と入れ違いに翔鶴飛行隊長・村田重治少佐が指揮する一航戦第一次攻撃隊が第61任務部隊上空に出現した。空母「エンタープライズ (USS Enterprise, CV-6) 」以下第16任務部隊はスコールに隠れたので、一航戦第一次攻撃隊は晴天下の第17任務部隊（空母「ホーネット」、重巡「ノーザンプトン」「ペンサコーラ」、軽巡「ジュノー」「サンディエゴ」、随伴駆逐艦）を攻撃する。直衛のF4F戦闘機と各艦の対空砲火で村田少佐機を含む多数を撃墜したが、魚雷と爆弾の命中で「ホーネット」が大破した。一航戦第二次攻撃隊は第16任務部隊を攻撃し、「エンタープライズ」を撃破した。キンケイド提督は航行不能になった「ホーネット」に僅かな直衛艦をつけると、全艦艇を避難させる。「ジュノー」は第16任務部隊（エンタープライズ）に助太刀として向かった。「ジュノー」は第16任務部隊に対する4度の攻撃に応戦し、戦艦「サウスダコタ (USS South Dakota, BB-57) 」に至っては本海戦で26機撃墜を主張した。
一方、第17任務部隊ではマレー少将が「ホーネット」から「ペンサコーラ」に移乗し、「ノーザンプトン (USS Northampton, CA-26) 」で「ホーネット」の曳航を試みた。だが一航戦第三次攻撃隊や、第二航空戦隊（司令官・角田覚治少将）空母「隼鷹」攻撃隊の反覆攻撃で、ホーネットは完全に打ちのめされる。ホーネット生存者を収容した各艦は東南方向に避退し、ホーネット処分のために僅かな数の駆逐艦が残留した。だが追撃してきた第二艦隊司令長官・近藤信竹中将指揮下の水上艦部隊においつかれ、最終的に「ホーネット」は日本側の駆逐艦「秋雲」と「巻雲」によって処分された。

### 第三次ソロモン海戦
11月初旬、戦艦「ワシントン (USS Washington，BB-56) 」航海長のウィリアム・ホビー中佐がジュノー副長を命じられ、転属してきた。11月8日、ダニエル・J・キャラハン少将が指揮する第67任務部隊第4群は、ガダルカナル島への連合軍増援部隊輸送船団を護衛してニューカレドニアのヌメアを出撃した。スコット少将（旗艦「アトランタ」）の別働隊も、飛行場要員を載せた輸送船3隻を護衛して出撃した。
11月12日朝、連合軍増援部隊（護衛艦艇、輸送船団）はガダルカナル島北岸の揚陸地点に到着する。「ジュノー」は揚陸作業中の輸送艦と貨物船の護衛につき、午後2時過ぎにラバウル航空隊の零戦と一式陸上攻撃機が空襲を仕掛けてくるまで、作業は一切邪魔されなかった。「ジュノー」は対空砲火で6機を撃墜し、残存機も1機を除いて味方戦闘機隊の攻撃から逃れることは出来なかった。陸攻の体当たりで旗艦「サンフランシスコ」が小破し、誤射で駆逐艦「ブキャナン (USS Buchanan，DD-484) 」が損傷したが、輸送船団に特筆すべき被害はなかった。その一方で任務部隊は「有力な日本艦隊がガダルカナル島に向かいつつあり」という情報を受信しており、リッチモンド・K・ターナー少将は苦しい決断を迫られる。ターナー提督は輸送船団を退避させると共に、キャラハン少将とスコット少将の巡洋艦戦隊を、飛行場砲撃をめざす金剛型戦艦に立ち向かわせた。日本軍は挺身艦隊の艦砲射撃で飛行場の機能を麻痺させ、この隙に第38師団を安全にガ島へ輸送・揚陸させるつもりだった。
翌11月13日早朝、ダニエル・J・キャラハン少将（旗艦「サンフランシスコ」）率いる第67.4任務群は鉄底海峡で日本艦隊を待ち伏せする。
ヘンダーソン飛行場砲撃を企図してサボ島沖合に現れたのは、第十一戦隊司令官・阿部弘毅中将が指揮する挺身攻撃隊であった。
海戦は、悪天候と誤解および錯綜する情報による混乱が重なった。駆逐艦「夕立」と「春雨」が第67.4任務群の鼻先を横切ったことをきっかけに任務部隊の単縦陣が乱れる。真っ暗闇の海上で、至近距離での撃ち合いがはじまった。
あるアメリカ側将校は「停電した後の酒場の大騒ぎ」と表現している。「ジュノー」は海戦で日本艦隊が発砲する瞬間をとらえて攻撃し、「夕立」と思われる艦艇を炎上させた。
しかし「ジュノー」の発砲する瞬間も、日本艦隊のよい目標となっていた。やがて、「ジュノー」の左舷機関室に駆逐艦「天津風」あるいは「夕立」からのものと思われる魚雷が1本命中し、一時航行不能に陥った。
海戦終了後、「ジュノー」は艦首を約4メートル沈めつつ、速力13ノットしかだせなくなった。大破した重巡「サンフランシスコ」、軽傷の軽巡「へレナ」および無傷の駆逐艦3隻（オバノン、ステレット、フレッチャー）と合流し、エスピリトゥサント島に向けて退却を始める。「サンフランシスコ」では、艦橋への直撃弾でキャラハン少将とヤング艦長など高級幹部がほとんど戦死していた。そこで「ヘレナ」艦長ギルバート・C・フーバー大佐が戦場を離脱する艦艇を率いることになった。「サンフランシスコ」は「ジュノー」の右舷艦尾から730メートル離れたところを航行し、艦隊は13ノットの速力でインディスペンサブル海峡を通過しつつあった。

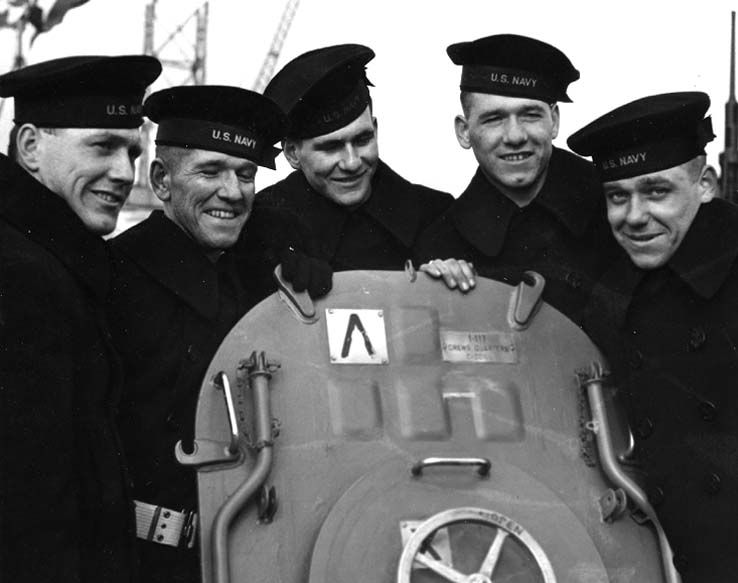
サリヴァン兄弟（左からジョゼフ、フランシス、アルバート、マディソン、ジョージ）

ところが午前11時過ぎ（日本時間午前9時頃）南緯10度27分 東経161度05分 / 南緯10.450度 東経161.083度地点にて、この海域で哨戒していた潜水艦「伊26」がフーバー指揮下の米軍巡洋艦部隊を発見する。「伊26」はアメリカ艦隊の左舷側から接近した。
駆逐艦が巡洋艦3隻（ヘレナ、サンフランシスコ、ジュノー）の前方に進出して横列に並び、「ヘレナ」-「サンフランシスコ」が縦列で航行、「ジュノー」は「サンフランシスコ」の右舷側を航行していた。「伊26」は哨戒中に艦首発射管のうち3門が事故で使用不能となっていたので、残る3門から魚雷を3本発射する。目標は「サンフランシスコ」だったが、全て命中しなかったほか、外れた1本が「ヘレナ」に向かったがそれも命中しなかった。しかし、同じく外れた魚雷1本が「ジュノー」の左舷中央部に命中し、おそらく魚雷が誘爆した。「ジュノー」は大爆発を起こし、砲塔と上部構造物が吹き飛んだ。やがて船体が2つに折れ、20秒で轟沈する。爆発の爆風はすさまじく、「サンフランシスコ」の甲板にいた者が衝撃波で投げ出されたほどだった。「伊26」潜水艦長・横田稔（当時、海軍中佐）は「もう二、三秒落ち着いて発射号令をかけていれば、2隻とも仕留めることができたのに」と回想している。
「ジュノー」の大爆発を目撃した各艦では、大多数の者が「ジュノーの生存者はいない」という印象をもったという。フーバーは更なる攻撃を恐れ、「ジュノー」生存者の捜索をおこなわずに指揮下艦艇を離脱させた。ところが「ジュノー」が爆沈したとき、約120名が生き延びていた。彼等は連結した筏につかまって救助を待ったが、8日間の漂流中に大多数が死亡した。サリヴァン兄弟を含む、スウェンドン艦長やホビー副長以下乗員90名がサメの攻撃などで落命した。生存者は10名にすぎなかった。
五人兄弟全員が「ジュノー」の乗組員だったサリヴァン兄弟は、全員戦死した。いくつかのレポートを総合すると、残る3名は漂流したものの間もなく水中に消えていった。ジョージ・サリヴァンは救命筏の上で死んだ。陸軍でもボーグストロム兄弟など同様の事例があり、アメリカ軍では、親類を分散配置する方針が徹底した（ソウル・サバイバー・ポリシー）。またサリヴァン兄弟の実話は『戦うサリヴァン兄弟』として映画化されたほか、映画「プライベート・ライアン」（スティーヴン・スピルバーグ監督）のプロットに影響を与えている。また、10名の生存者のうちの1人だったオーレル・セシルはカリフォルニア州パウェイに住んでおり、2008年10月30日にサンディエゴで行われたドック型揚陸艦「ジュノー (USS Juneau, LPD-10) 」の退役式に招待された。
「ジュノー」は第二次世界大戦の戦功で4個の従軍星章を受章した。